# Paren'
Il Paren' (in russo ?) è un fiume dell'estremo oriente russo (oblast' di Magadan e Territorio della Kamčatka), tributario del mare di Ochotsk.

## Percorso
Ha le sue origini nella sezione orientale dell'altopiano della Kolyma, una vasta area rilevata dell'estremo oriente russo. Scorre dapprima con direzione mediamente meridionale, in una regione montuosa e spopolata, aggirando a sudovest la catena dei monti dell'Ičigem. Nel suo medio corso entra in un'ampia zona pianeggiante, dove assume direzione orientale e tocca Verchnij Paren', il maggiore centro abitato toccato in tutto il suo corso; entra poi nel Territorio della Kamčatka e, dopo alcune decine di chilometri, sfocia nella sezione settentrionale della baia della Penžina, ampia insenatura del golfo di Šelichov, che a sua volta costituisce un'ampia insenatura del mare di Ochotsk.
Il Paren', similmente agli altri fiumi della regione, è ghiacciato in superficie ogni anno per periodi molto lunghi, che vanno in media dall'autunno alla tarda primavera.